# Saleh Ali al-Sammad
Saleh Ali al-Sammad (Bani Ma'az, Yemen del Norte; 1 de enero de 1979-Saná, Yemen; 19 de abril de 2018) fue un político yemení que desde el 15 de agosto de 2016 hasta su asesinato el 19 de abril de 2018 fue el presidente del Consejo Político Supremo, principal grupo opositor houthi en el desarrollo de la Guerra Civil Yemení.

## Biografía
al-Sammad nació el 1 de enero de 1979 en la ciudad de Bani Ma'az durante la existencia de la República Árabe de Yemen (más conocida como Yemen del Norte). Al inicio de las primeras protestas contra el gobierno provisorio de Abd Rabbuh Mansur al-Hadi, apoyó la revuelta chiita que se convirtió en un golpe de Estado entre 2014 a 2015. El 19 de abril de 2018, funcionarios houthi anunciaron que al-Sammad fue asesinado en un ataque aéreo de las fuerzas encabezas por Arabia Saudita. El 23 de abril del mismo año los houthi confirmaron su muerte.

## Carrera política

al-Sammand entre 2014 a 2015 actuó como intelocutor entre el gobierno de unidad nacional y los rebeldes chiitas.

Fue nombrado en septiembre de 2014 para servir como asesor político del presidente Abd Rabbuh Mansur al-Hadi.
al-Sammad adoptó una postura conciliatoria durante y después del golpe de Estado consumado en 2015. En noviembre de 2014, después de que los houthis se retiraran del «gobierno de unidad» provisorio de la República de Yemen, expresó su apoyo a la mayoría de las opciones de gabinete de al-Hadi, incluido el primer ministro Khaled Bahah.
A partir de febrero de 2015, después de la toma del poder por parte de los Houthis, se lo describió como «el líder houthi superior en Saná».
En febrero de 2015, al-Sammad dijo que los houthis esperaban tener relaciones normales con los Estados Unidos y sus aliados, además expresó que los houthis estaban interesados en compartir el poder con otras facciones políticas del país, incluyendo potencialmente a los miembros de la Cámara de Representantes depuesta en una nueva 551 miembro del parlamento.
El 6 de agosto de 2016, al-Sammad fue elegido presidente del Consejo Político Supremo, jurando y siendo investido el 14 de agosto durante una ceremonia en Saná.
El 15 de agosto de 2016, la otra organización rebelde Comité Revolucionario Supremo entregó el poder de la gobernación de Saná al Consejo Político Supremo por acuerdos llegados a concretarse en el gobierno de al-Sammad.